# Handgreep van Jendrassik

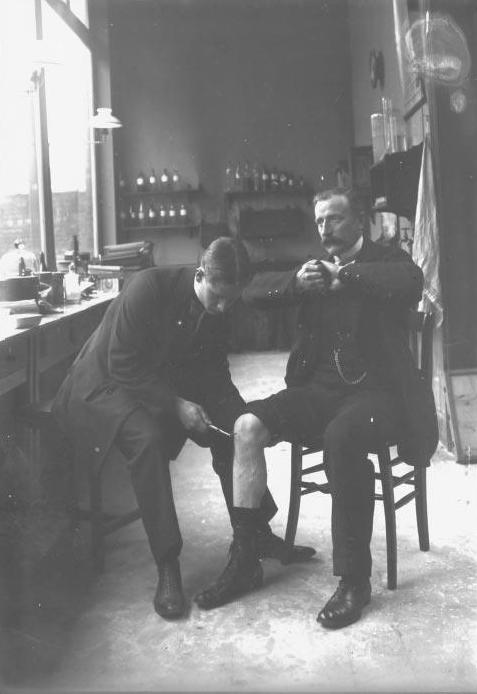
De handgreep in de praktijk

De handgreep van Jendrassik, ook wel manoeuvre van Jendrassik genoemd, is een manoeuvre tijdens een neurologisch onderzoek, waarbij aan de patiënt gevraagd wordt zijn vingers ineen te haken en vervolgens de verhaakte handen te proberen uiteen te trekken. Dit resulteert in een fysiologische disinhibitie van de alfa-motorneuronen, waardoor reflexen versterkt opgewekt kunnen worden. Dit versterkt opwekken van reflexen berust niet op afleiden van de patiënt, zoals vaak wordt beweerd.  
Doordat de opgewekte reflex duidelijker zichtbaar wordt is het mogelijk een eventueel reflexverschil tussen beide armen of benen duidelijker zichtbaar te maken.
Dit effect werd voor het eerst onderkend door de Hongaarse arts Ernő Jendrassik (1858-1921), naar wie de handgreep is vernoemd.